# Екатерина Кастильская
Екатерина Кастильская (Каталина; 5 октября 1422 — 17 сентября 1424) — принцесса Астурийская и наследница трона Кастилии на протяжении всей своей жизни.

## Биография
Екатерина родилась 5 октября 1422 года в Ильескасе, Толедо. Она была первенцем короля Кастилии Хуана II и его первой жены Марии Арагонской. Названная в честь тёти и бабушки, герцогини Вильена и Екатерины Ланкастерской, она стала наследницей престола Кастилии сразу после своего рождения. Инфанта была официально признана наследницей престола королевства и приведена к присяге как принцесса Астурийская 1 января 1423 года кортесами Толедо.
Однако принцесса Астурийская прожила недостаточно долго, чтобы наследовать отцу как королева Кастилии. Она умерла в Мадригаль-де-лас-Альтас-Торресе 17 сентября 1424 года, не дожив две недели до своего второго дня рождения. Её младшая сестра инфанта Элеонора сменила её в качестве наследницы и принцессы Астурийской. Принцесса Екатерина была похоронена в Картезианском монастыре Мирафлорес вместе со своим отцом и мачехой Изабеллой Португальской.